# 北枳椇
北枳椇（学名：Hovenia dulcis），又名玄圃梨、拐棗、萬壽果和鷄爪梨，为鼠李科枳椇属下的一个硬木的物种。高大乔木或稀灌木。
北枳椇分佈於亚洲，由中华人民共和国東部及朝鮮半島到喜马拉雅山脉海拔二千米以下山區裡的沙地或比較鬆軟的泥土。
北枳椇除了在其原生地，也被當作觀賞樹而引進其他國家種植。其特化的粗大果梗可食用，有漢醫研究指可清肝毒，並製作成健康飲品在韓國發售。然而，本物種在巴西卻被視為入侵物種，對當地的亞熱帶雨林造成威脅。

## 用途

### 林地復育
在泰國，北枳椇樹相對較為罕見，一般只見於海拔1,075至1,250米之間高度的溪流灌溉山谷裡的常綠森林。不過，在林地復育方面，本物種可是30種能替代桉屬物種的其中一種樹種。北枳椇的優點在於生長快速，能取替桉樹的地位之餘，亦不會干擾森林原來的生態平衡。這兩個物種均可在三年內長至六米的高度。

## 延伸閱讀
- Huxley, Anthony Julian; Griffiths, Mark. . 1992-04-01. ISBN 978-0-333-47494-5.
- Macoboy, Stirling. . 1986. ISBN 978-1-86302-131-9.
- Fang, Hsun-Lang; Lin, Hui-Yi; Chan, Ming-Che; Lin, Wei-Li; Lin, Wen-Chuan. . American Journal of Chinese Medicine. 2007, 35 (4): 693–703 （英语）.
- Koller, G.L. and Alexander, J.H. "The raisin tree: Its use, hardiness and size."Arnoldia 39.1 (Jan/Feb 1979): 6-15.

## 外部連結
- 維基物種上的相關：北枳椇
- Flora of China